# Aegilops ventricosa
Aegilops ventricosa es una planta herbácea de la familia de las gramíneas.

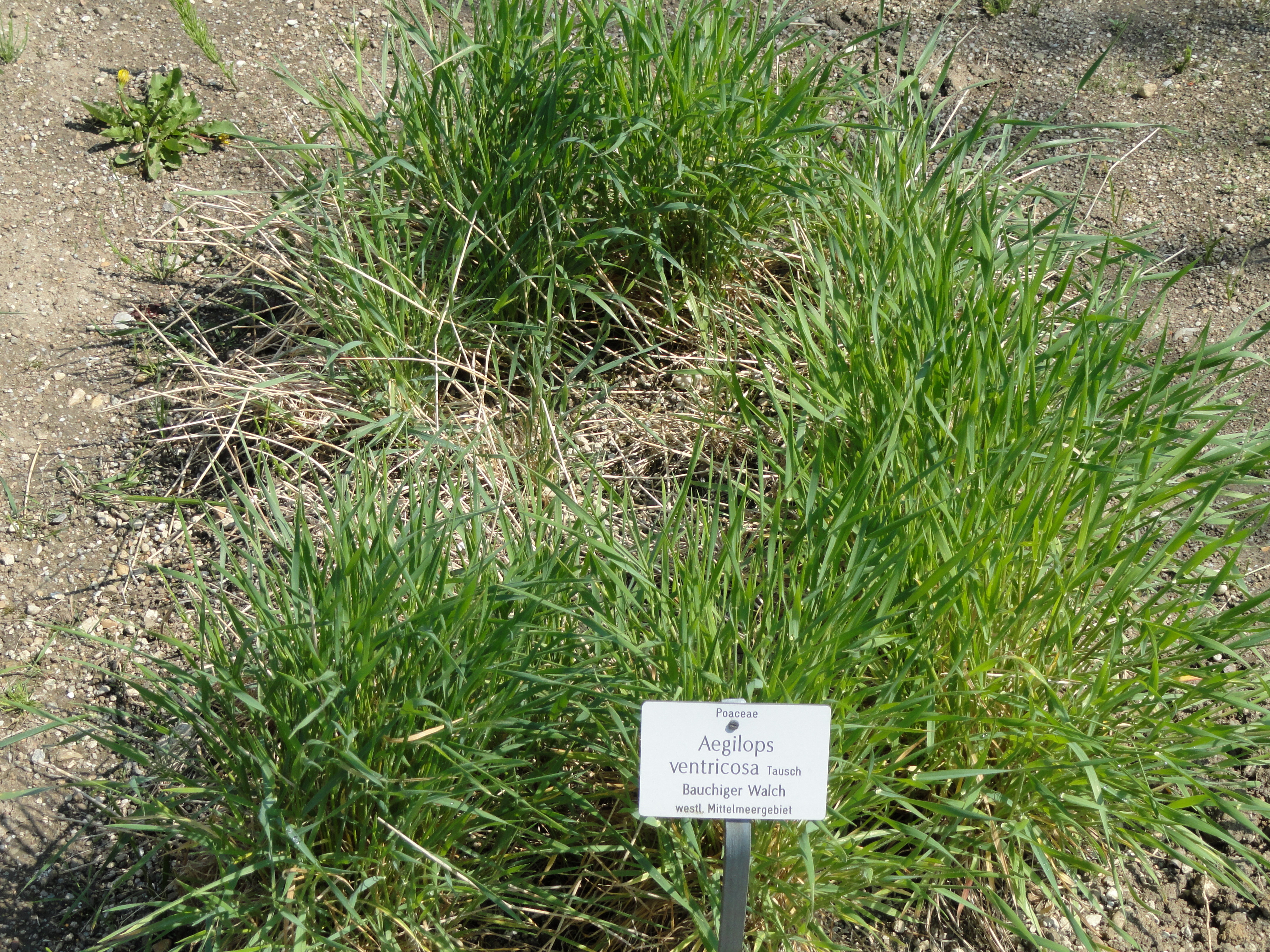
Vista de la planta

## Descripción
Tiene tallos de 40-60 cm de altura, erectos o decumbentes. Hojas con vaina ciliada y, sobre todo en las inferiores, hírtula; limbo de las hojas superiores de hasta 10 x 0,7 cm, plano, laxamente viloso. Espiga de 4,5-6 cm, cilíndrico-cónica, ventricosa, con 5-7 espiguillas, fértiles. Espiguillas con 3 flores, las 2 inferiores fértiles, la superior estéril. Glumas de 5,5-7,5 x c. 3 mm, con 1 diente lateral aristulado de 1,5-5 mm, con nervios escábridos. Lema de 7-8,5 mm, ovado-lanceolada, la de las espiguillas inferiores cortamente aristada, la de las superiores con 1 arista central de hasta 5 cm y 2 dientes aristulados laterales. Pálea casi tan larga como la lema, ciliado-escábrida al menos en la parte superior. Anteras de  2 mm. Tiene un número de cromosomas de 2n = 28. Florece y fructifica de junio a julio.

## Distribución y hábitat
Se encuentra en pastizales húmedos a altitudes superiores a 900 m. Especie muy rara.Se distribuye por el oeste de la Región mediterránea. En la península ibérica en la Subbética cordobesa, Grazalema.  

## Taxonomía
Aegilops ventricosa fue descrita por Ignaz Friedrich Tausch y publicado en Flora 20: 108. 1837.
Etimología
Aegilops: nombre genérico  de una hierba otorgado por Teofrasto, deriva del griego aegilos = (una hierba del agrado de cabras, o una cabra).
ventricosa: epíteto latíno que significa "hinchada en un lado"
Sinonimia
- Aegilops fragilis Parl.
- Aegilops squarrosa var. comosa Coss.
- Aegilops squarrosa var. truncata Coss.
- Aegilops subulata Pomel
- Gastropyrum ventricosum (Tausch) Á.Löve
- Triticum fragile (Parl.) Ces., Pass. & Gibelli
- Triticum subulatum (Pomel) T.Durand & Schinz
- Triticum ventricosum (Tausch) Ces., Pass. & Gibelli[5]

## Nombres comunes
- Castellano: rompesacos.[6]